# 西弯月
西弯月（希伯來語：‎，和合本也译作“三月”）是希伯来历的一个月份，犹太教历三月、犹太国历九月，长为30天，对应格里历的5月至6月间。

## 重要事件
- 6日：七七节。